# 院岭街道
院岭街道，是中华人民共和国河南省平顶山市舞钢市下辖的一个乡镇级行政单位。

## 行政区划
院岭街道下辖以下地区：
兴钢社区、工业园社区、白云社区、龙山社区、金桥社区、李辉庄村、冯庄村、院庄村和胡庄村。